# 12445 Sirataka
12445 Sirataka è un asteroide della fascia principale del diametro medio di circa 22,99 km. Scoperto nel 1996, presenta un'orbita caratterizzata da un semiasse maggiore pari a 3,1123858 UA e da un'eccentricità di 0,0318086, inclinata di 10,10684° rispetto all'eclittica.